# فرودگاه بین‌المللی ماریسکال سوکره
فرودگاه بین‌المللی ماریسکال سوکره (به انگلیسی: Mariscal Sucre International Airport) (به زبان بومی: Aeropuerto Internacional Mariscal Sucre) یک فرودگاه همگانی و نظامی مسافربری با کد یاتا UIO است که یک باند فرود آسفالت دارد و طول باند آن ۳۱۲۰ متر است. این فرودگاه در شهر کوئیتو کشور اکوادور قرار دارد و در ارتفاع ۲۸۱۳ متری از سطح دریا واقع شده‌است.